# Diogmites lineola
Diogmites lineola là một loài ruồi trong họ Asilidae. Diogmites lineola được Bromley miêu tả năm 1934. Loài này phân bố ở vùng Tân nhiệt đới.